# Az ismeretlen remekmű
Az ismeretlen remekmű Honoré de Balzac novellája. Először a L'Artiste című lapban jelent meg "Maître Frenhofer" (Frenhofer mester) címen 1831 augusztusában. Később, még ebben az évben újra megjelent "Catherine Lescault, conte fantastique" címen. 1837-ben jelent meg Balzac Filozófiai tanulmányok sorozatában, majd 1846-ban lett része az Emberi színjátéknak. Alapjaiban Az ismeretlen remekmű egy elmélkedés a művészetről.

## Picasso és Az ismeretlen remekmű
1921-ben Ambroise Vollard megkérte Picassót, hogy illusztrálja Az ismeretlen remekművet. Picassót lenyűgözte a szöveg, és annyira azonosult Frenhofer karakterével, hogy beköltözött a rue des Grands-Augustins-ba, Párizsban, ahol elvileg Porbus festőműhelye volt. Ebben az új műhelyben készítette el a saját remekművét, a Guernicát. Picasso a második világháború alatt élt itt.

## Magyarul
- Az ismeretlen remekmű; Tolnai, Bp., 1924 (Tolnai regénytára)
- Az ismeretlen remekmű; ford. Réz Ádám; Magyar Helikon, Bp., 1977

## Adaptációk
Az ismeretlen remekmű inspirálta a Jacques Rivette által rendezett A szép bajkeverő (La Belle Noiseuse) (1991) című filmet.

## Fordítás
- Ez a szócikk részben vagy egészben  a   Le Chef-d'œuvre inconnu című angol Wikipédia-szócikk fordításán alapul.  Az eredeti cikk szerkesztőit annak laptörténete sorolja fel. Ez a jelzés csupán a megfogalmazás eredetét és a szerzői jogokat jelzi, nem szolgál a cikkben szereplő információk forrásmegjelöléseként.